# Sean Patrick Flanery
Sean Patrick Flanery (Lake Charles, 1965. október 11. –) amerikai színész.
Elsőként Az ifjú Indiana Jones kalandjai című sorozattal vált ismertté, melyben a címszereplő tizenéves énjét keltette életre. 2002 és 2007 között feltűnt A holtsáv című Stephen King-adaptáció epizódjaiban, 2011-ben a Nyughatatlan fiatalok című szappanoperában vállalt szereplést.
Connor MacManust alakította a Testvérbosszú (1999) és a Testvérbosszú 2. – Mindenszentek (2009) című akcióthrillerben. A 2010-es Fűrész 3D-ben Bobby Dagent játszotta.

## Fiatalkora és tanulmányai
1965. október 11-én született a louisianai Lake Charlesban, majd a texasi Houstonban nőtt fel. Édesanyja, Genie (születési nevén LeDoux) ingatlanügynök, édesapja, Paul Flanery pedig orvosi felszerelésekkel kereskedik. Ír, cajun (francia) és angol felmenőkkel rendelkezik. Miután az Awty International Schoolt elvégezte, Flanery a Sugar Land-i Dulles High Schoolban érettségizett, majd a houstoni University of St. Thomas hallgatója lett.

## Válogatott filmográfia

### Film
| Év   | Magyar cím                       | Eredeti cím                                | Szerep                     | Magyar hang    |
| ---- | -------------------------------- | ------------------------------------------ | -------------------------- | -------------- |
| 1987 |                                  | A Tiger's Tale                             | Buddy                      |                |
| 1994 | Frank és Jesse                   | Frank & Jesse                              | Zack Murphy                | Czvetkó Sándor |
| 1995 | A fűhárfa                        | The Grass Harp                             | Riley Henderson            | Király Attila  |
| 1995 | Dühöngő angyalok                 | Raging Angels                              | Chris                      | Bartucz Attila |
| 1995 | Arc                              | Powder                                     | Jeremy 'Powder' Reed       | Kálid Artúr    |
| 1996 |                                  | Just Your Luck                             | Ray                        |                |
| 1996 | Gyilkos módszer                  | The Method                                 | Christian                  |                |
| 1996 | Éden                             | Eden                                       | Dave Edgerton              |                |
| 1997 | Sápadt szentek                   | Pale Saints                                | Louis                      |                |
| 1997 | Tökéletlenek                     | Suicide Kings                              | Max Minot                  | Fekete Zoltán  |
| 1997 | Túsznász                         | Best Men                                   | Billy Phillips             |                |
| 1998 |                                  | Girl                                       | Todd Sparrow               |                |
| 1998 | Zack és Reba                     | Zack and Reba                              | Zack Blanton               |                |
| 1999 | Sülve-főve                       | Simply Irresistible                        | Tom Bartlett               | Széles Tamás   |
| 1999 | Testvérbosszú                    | The Boondock Saints                        | Connor MacManus            | Viczián Ottó   |
| 1999 | Pár-baj                          | Body Shots                                 | Rick Hamilton              | Stohl András   |
| 2002 | Családi kaleidoszkóp             | Kiss the Bride                             | Tom Terranova              |                |
| 2002 | Con Express – A halálvonat       | Con Express                                | Alex Brooks                | Rajkai Zoltán  |
| 2002 | D-Tox                            | D-Tox                                      | Conner                     | Várfi Sándor   |
| 2002 | Magányos hős                     | Lone Hero                                  | John                       |                |
| 2004 | Egy ígéret ára                   | The Gunman                                 | Ben Simms                  |                |
| 2005 |                                  | Demon Hunter                               | Jake Greyman               |                |
| 2006 |                                  | The Insatiable                             | Harry Balbo                |                |
| 2007 |                                  | Veritas, Prince of Truth                   | Veritas                    |                |
| 2007 |                                  | Ten Inch Hero                              | Noah                       |                |
| 2008 | Kristályfolyó                    | Crystal River                              | Clay Arrendal              | Varga Gábor    |
| 2009 | Dühöngő halál                    | Deadly Impact                              | Tom Armstrong              | Papp Dániel    |
| 2009 |                                  | The Whole Truth                            | Gary Langston              |                |
| 2009 | Testvérbosszú 2. – Mindenszentek | The Boondock Saints II: All Saints Day     | Connor MacManus            | Pál Tamás      |
| 2010 | Bűnösök és szentek               | Sinners and Saints                         | Colin                      | Zöld Csaba     |
| 2010 | Fűrész 3D                        | Saw 3D                                     | Bobby Dagen                | Varga Gábor    |
| 2011 |                                  | InSight                                    | Peter Rafferty nyomozó     |                |
| 2012 |                                  | The Devil's Carnival                       | John                       |                |
| 2013 | Alvilági kötelékek               | Mission Park                               | a százados                 | Kálid Artúr    |
| 2013 |                                  | Phantom                                    | Tyrtov                     |                |
| 2015 | Testvéri kötelék                 | Broken Horses                              | Ignacio                    | Széles Tamás   |
| 2016 |                                  | Beyond Valkyrie: Dawn of the 4th Reich     | Evan Blackburn százados    |                |
| 2016 |                                  | Johnny Frank Garrett's Last Word           | Danny Hill kerületi ügyész |                |
| 2019 |                                  | 2177: The San Francisco Love Hacker Crimes | Burnett Adams              |                |
| 2019 | Amerikai harcos                  | American Fighter                           | Duke                       |                |
| 2019 | Hajsza mindhalálig               | Acceleration                               | Kane                       |                |
| 2020 | Véres telihold                   | The Orchard                                | Martin Ellsbury            | Tárnok Csaba   |
| 2021 |                                  | Born a Champion                            | Mickey Kelley              |                |
| 2022 |                                  | Frank and Penelope                         | klubmenedzser              |                |
| 2023 |                                  | The Weapon                                 | Antano marsall             |                |
| 2023 |                                  | Nefarious                                  | Edward / Nefarious         |                |

### Televízió

#### Tévéfilm
| Év   | Magyar cím                                 | Eredeti cím                                                          | Szerep                    | Magyar hang     |
| ---- | ------------------------------------------ | -------------------------------------------------------------------- | ------------------------- | --------------- |
| 1990 |                                            | My Life as a Babysitter                                              | Mitch Buckley             |                 |
| 1993 |                                            | The Accident                                                         | sofőr                     |                 |
| 1994 |                                            | Guinevere                                                            | Artúr király              |                 |
| 1994 | Az ifjú Indiana Jones: Kaland Hollywoodban | The Adventures of Young Indiana Jones: Hollywood Follies             | Indiana Jones (21 évesen) |                 |
| 1995 | Az ifjú Indiana Jones: A pávaszem kincse   | The Adventures of Young Indiana Jones: Treasure of the Peacock's Eye | Indiana Jones (19 évesen) |                 |
| 1995 | Az ifjú Indiana Jones: A sólymok támadása  | The Adventures of Young Indiana Jones: Attack of the Hawkmen         | Indiana Jones (17 évesen) |                 |
| 1996 | Az ifjú Indiana Jones: Hajszál híján       | The Adventures of Young Indiana Jones: Travels with Father           | Indiana Jones (19 évesen) |                 |
| 2000 | Vad mezőkön                                | Run the Wild Fields                                                  | Tom Walker                | Selmeczi Roland |
| 2001 | Robin Cook: Halálos kockázat               | Acceptable Risk                                                      | Bobby                     | Czvetkó Sándor  |
| 2002 | Börtön pszicho                             | Borderline                                                           | Ed Baikman                | Epres Attila    |
| 2003 |                                            | Then Came Jones                                                      | Ben Jones seriff          |                 |
| 2004 |                                            | Dead Lawyers                                                         | Jimmy Blake               |                 |
| 2004 |                                            | 30 Days Until I'm Famous                                             | Cole Thompson             |                 |
| 2005 |                                            | Into the Fire                                                        | Walter Harwig Jr.         |                 |
| 2006 | Féktelen bolygó                            | Savage Planet                                                        | Randall Cain              |                 |
| 2007 | Madarak – A hollók támadása                | KAW                                                                  | Wayne                     | Megyeri János   |
| 2008 |                                            | No Game                                                              | Devlin                    |                 |
| 2009 | Az önjelölt nyomozónő                      | Citizen Jane                                                         | Tom O'Donnell             | Viczián Ottó    |
| 2010 | A kán kincsének őrzői                      | Mongolian Death Worm                                                 | Daniel                    | Bartucz Attila  |
| 2011 | Beléd zúgtam tévedésből                    | A Crush on You                                                       | Ben Martin                | Galambos Péter  |

#### Sorozat
| Év        | Magyar cím                      | Eredeti cím                           | Szerep                       | Megjegyzések             |
| --------- | ------------------------------- | ------------------------------------- | ---------------------------- | ------------------------ |
| 1992–1993 | Az ifjú Indiana Jones kalandjai | The Young Indiana Jones Chronicles    | Indiana Jones (16–21 évesen) | 22 epizód                |
| 1999      |                                 | The Adventures of Young Indiana Jones | Indiana Jones (16-19 évesen) | újraszerkesztett sorozat |
| 1999–2000 | Las Vegas – A bűnös város       | The Strip                             | Elvis Ford                   | 10 epizód                |
| 2000      | Végtelen határok                | The Outer Limits                      | Eric                         | 1 epizód                 |
| 2001      | Gyémántvadászok                 | The Diamond Hunters                   | Johnny Lance                 | minisorozat (2 epizód)   |
| 2001      | Csillagkapu                     | Stargate SG-1                         | Orlin                        | 1 epizód (Felemelkedés)  |
| 2001      | Angyali érintés                 | Touched by an Angel                   | Daniel Lee Corbitt           | 1 epizód                 |
| 2002      | Bűbájos boszorkák               | Charmed                               | Adam                         | 1 epizód                 |
| 2002–2007 | A holtsáv                       | The Dead Zone                         | Greg Stillson                | 19 epizód                |
| 2003      |                                 | The Twilight Zone                     | Dr. Paul Thorson             | 1 epizód                 |
| 2006      |                                 | Secrets of a Small Town               | Jimmy Lee Daniels            | próbaepizód              |
| 2006      | CSI: A helyszínelők             | CSI: Crime Scene Investigation        | The Big Hombre               | 1 epizód                 |
| 2006      | A horror mesterei               | Masters of Horror                     | Kevin Reddle seriff          | 1 epizód                 |
| 2007      | Gyilkos számok                  | Numb3rs                               | Jeff Upchurch                | 1 epizód                 |
| 2009      | Gyilkos elmék                   | Criminal Minds                        | Darrin Call                  | 1 epizód                 |
| 2011      | Nyughatatlan fiatalok           | The Young and the Restless            | Sam Gibson                   | 53 epizód                |
| 2012      | Simlisek                        | Breaking In                           | Jones                        | 2 epizód                 |
| 2013      | Dexter                          | Dexter                                | Jacob Elway                  | 8. évad (12 epizód)      |
| 2018      |                                 | The Bay                               | Ty Garrett                   | 3 epizód                 |
| 2022      | A fiúk                          | The Boys                              | Gunpowder                    | 1 epizód                 |

## Fordítás
- Ez a szócikk részben vagy egészben  a   Sean Patrick Flanery című angol Wikipédia-szócikk ezen változatának fordításán alapul.  Az eredeti cikk szerkesztőit annak laptörténete sorolja fel. Ez a jelzés csupán a megfogalmazás eredetét és a szerzői jogokat jelzi, nem szolgál a cikkben szereplő információk forrásmegjelöléseként.